# War (The Temptations)
War è un brano musicale scritto da Norman Whitfield e Barrett Strong nel 1969, originariamente registrato dai Temptations l'anno seguente. Vera e propria denuncia contro la guerra in Vietnam, War venne originariamente inserita nell'album dei Temptations Psychedelic Shack, uscito il 6 marzo del 1970. Il brano non è mai stato pubblicato su singolo.

## Formazione
- Paul Williams – voce
- Dennis Edwards – voce
- Melvin Franklin – voce
- Eddie Kendricks – voce
- Otis Williams – voce
- The Funk Brothers – accompagnamento strumentale

## Cover
- La celebre cover di War di Edwin Starr venne registrata nel 1970 e prodotta da Norman Whitfield. Il brano venne pubblicato dopo che la Motown, a causa delle richieste per pubblicare la versione originaria dei Temptations su singolo, decise di reinciderla con Edwin Starr temendo che la versione originaria, giudicata stilisticamente troppo lontana dal loro "stile Motown", potesse allontanare i fan conservatori dal quartetto vocale.[2]
- I Jam pubblicarono una cover di War come lato B del loro singolo Just Who Is the 5 O'Clock Hero?, pubblicato nel 1982. Essa è anche una traccia bonus della ristampa del loro album The Gift (1982).
- L'EP dei canadesi D.O.A. War on 45 (1982) contiene una rivisitazione di War.
- Una versione di War dei Frankie Goes to Hollywood venne pubblicata nel 1984 su singolo e nel loro album di debutto Welcome to the Pleasuredome.
- Esiste una cover di War registrata da Bruce Springsteen e la E Street Band nel 1986. L'artista ha pubblicato il brano nel suo Live/1975-85.
- La rock band Black Stone Cherry registrò una cover della canzone dei Temptations contenuta nel loro album Kentucky del 2016.